# Tipula (Savtshenkia) pechlaneri
Tipula (Savtshenkia) pechlaneri is een tweevleugelige uit de familie langpootmuggen (Tipulidae). De soort komt voor in het Palearctisch gebied.